# Modersmålets sång
Modersmålets sång är en sång komponerad för Akademiska Sångföreningen, Finlands äldsta kör, med text och musik av Johan Fridolf Hagfors första gången framförd 1898. Den brukar räknas som lystringssång för finlandssvenskarna.
Den är också välkänd i Sverige samt bland de svenskspråkiga i Estland, där den på 1920-talet nästan betraktades som en nationalsång.

## Historia
Modersmålets sång spreds snabbt i Finland efter uruppförandet 1898. Redan följande vår sjöngs den på många orter runt om i Finland. Den sjöngs på de första officiella Svenska dagen-festerna 1908. Än idag sjungs sången ofta i finlandssvenska sammanhang, till exempel i skolor.

## Text[2]
Modersmålets sång

Hur härligt sången klingar

på älskat modersmål!

Han tröst i sorgen bringar,

han skärper sinnets stål!

Vi hört den sången ljuda

i ljuvlig barndomstid,

och en gång skall han bjuda

åt oss i graven frid!

Du sköna sång vårt bästa arv,

från tidevarv till tidevarv,

ljud högt, ljud fritt

från strand till strand

i tusen sjöars land!

Vad ädelt fädren tänkte,

vad skönt de drömt en gång,

det allt de åt oss skänkte

i modersmålets sång.

Hur våra öden randas,

den sången är oss kär,

Vår själ i honom andas,

vår rikedom han är!

Du sköna sång vårt bästa arv,

från tidevarv till tidevarv,

ljud högt, ljud fritt

från strand till strand

i tusen sjöars land!